# Без дурнів (фільм)
Без дурнів (англ. Nobody's Fool) — американський фільм 1994 року.

## Сюжет
Дональд Салліван на вигляд звичайний дідусь, який живе в тихому маленькому містечку. Він постійно намагається отримати у свого роботодавця Карла компенсацію за травмоване коліно. Його інфантильний друг Руб, постійно просить в борг, а поліцейський на вулиці зупиняє, щоб оштрафувати. А тут ще приїжджає його син і знову спливають старі конфлікти і вже забуті образи.

## У ролях
| Актор                | Роль                 |
| -------------------- | -------------------- |
| Пол Ньюман           | Саллі Салліван       |
| Джессіка Тенді       | міс Беріл Піплз      |
| Брюс Вілліс          | Карл Робак           |
| Мелані Гріффіт       | Тобі Робак           |
| Ділан Волш           | Пітер Салліван       |
| Прюітт Тейлор Вінс   | Руб Сквірс           |
| Джин Сакс            | Вірф Вірфлі          |
| Йозеф Зоммер         | Клайв Піплз молодший |
| Філіп Сеймур Гоффман | офіцер Реймер        |
| Філіп Боско          | суддя Флетт          |